# Pierzekowate
Lepidostomatidae (pol. pierzekowate) – rodzina owadów wodnych z rzędu chruścików (Trichoptera). W Polsce występują trzy gatunki. Crunoecia irrorata to krenobiont zasiedlający źródła. Lepidostoma hirtum i Lasiocephala basalis to potamobionty żyjące w rzekach nizinnych średniej wielkości. Lasiocephala basalis buduje rurkowate domki z piasku, dwa pozostałe gatunki budują czworościenne, przenośne domki z detrytusu i części roślinnych.